# Pattantyús: Gépész- és villamosmérnökök kézikönyve
A Pattantyús: Gépész- és villamosmérnökök kézikönyve 11 kötetes kézikönyv-sorozat gépészmérnökök és villamosmérnökök számára. A sorozatot az 1950-es években kezdte szerkeszteni egy, a magyar mérnökök legjobbjaiból szerveződött szerkesztőbizottság, melynek vezetését 1956-ban bekövetkezett haláláig Pattantyús Á. Géza professzor látta el. Az ő munkája és a magyar gépészmérnökök több generációjának képzésben betöltött meghatározó szerepe tiszteletére a sorozatot róla nevezték el, annak ellenére, hogy a tényleges szerkesztési munkában már nem tudott részt venni: az első két kötet 1960-ban jelent meg.
A kézikönyv-sorozat alapvető célja az volt, hogy az igen szerteágazó mérnöki szakterületek igényeinek megfelelő, a mindennapi munkát és a szélesebb áttekintést is lehetővé tevő összefoglaló munkát adjon a gyakorlati szakemberek kezébe.
A mű nem volt előzmények nélkül. Külföldön kiváló mérnöki kézikönyvek jelentek meg már a 19. század végétől, ezek közül Magyarországon főleg a német Hütte sorozat terjedt el, mivel a magyar gazdaság és ipar sok szállal kötődött a némethez, a szabványaink is nagyrészt a német DIN szabványok átvételéből származtak, és a műszaki értelmiség nyelvismerete is a 20. század első felében a németre terjedt ki.
Az első magyar nyelvű átfogó kézikönyv a Pattantyús professzor vezetésével megszerkesztett kétkötetes Gépészeti Zsebkönyv volt, melyet először 1937-ben adtak ki. Ez a mű nagyon fontos szerepet töltött be, kézikönyvként és tankönyvként is széles körben használták. A megnövekedett ismeretanyag és az iparosítás követelte meg az új kézikönyv-sorozat megalkotását, mely terjedelemben lényegesen meghaladta elődjét, csak az alaptudományokkal és anyagismerettel foglalkozó második kötet 152 A5 terjedelmű ívből áll.
Az első kötet 1960-ban jelent meg, a következő években sorra követte a többi, de sikerére jellemző volt, hogy az első kötetet már 1961-ben újra kiadták, és ez így történt később a többi résszel is.
Az egyes fejezetek rövid elméleti összefoglalót adnak, majd a gyakorlati tervezési, gyártási és üzemelési tevékenységhez szükséges részletes ismereteket tartalmazzák igen sok ábrával, táblázattal, összefüggéssel, nomogrammal és szabványok ismertetésével.
A teljes mű igényességére jellemző, hogy bár megjelenése óta mintegy 50 év telt el, és az azóta eltelt gazdasági változások nem tették lehetővé a folyamatos korszerűsítését, bővítését - ma is haszonnal forgatják a mérnökök.
- 1. Matematikai képletek, táblázatok. Főszerkesztő: Sályi István
- 2. Alaptudományok - anyagismeret. Főszerkesztő: Sályi István
- 3. Gépek szerkesztése és üzemtana. Főszerkesztő: Terplán Zénó
- 4. Energiafejlesztő- és szállítógépek. Főszerkesztő: Terplán Zénó
- 5. Anyagalakítás. Főszerkesztő: Lechner Egon
- 6. Gépgyártás - gyártervezés. Főszerkesztő: Lechner Egon
- 7. Erősáramú elektrotechnika. Főszerkesztő: Vajta Miklós
- 8. Villamos energia. Főszerkesztő: Vajta Miklós
- 9. A villamos energia felhasználása. Főszerkesztő: Vajta Miklós
- 10. Vezetékes híradástechnika. I. Elméleti alapok. Főszerkesztő: Koczka László
- 11. Vezetékes híradástechnika. II. Gyakorlati ismeretek. Főszerkesztő: Koczka László